# كروتني جوماز
كروتنى جوماز (بالإنجليزية: Courtney Cummz)، اسمها الحقيقى كريستينا كاربنتر، (ولدت 4 ديسمبر 1981 ، شبردزتاون)، وهي ممثلة ومخرجة إباحية أمريكية.

## قصةحياتها
وقد بدأت حياتها المهنية كنادلة في إحدى اللوكندات المعروفة باسم بيز في ولاية فرجينيا الغربية. وبعد ذلك بدأت الدراسة كطالبة جامعية في إحدى الكليات في فلوريدا  ، وقد قدمت للدراسة في قسم (الطبيعة) بالكلية. وقد كانت أيضا تعمل في هذا القسم من الطبيعة. وفي هذه الأثناء فقد كانت طالبة بقسم الأزياء والتسويق بالكلية. وقد كانت تقوم بالتدريب دائما من اجل الوصول إلى مستوى جامعي مرتفع للحصول على الماجستير.
ونتيجة لصناعة الأفلام الجنسية والأباحية، والاعصار القوى الذي ضرب ولاية فلوريدا، فقد بدأت بالتمثيل في قطاع الأفلام الجنسية. وبدأت تعرف على الساحة في هذا المجال، وقد بدأ أصدقائها يعرفونها بأسم (سي سي)، وبدأت تعرف بأسم (كورتنى). وبناء على اقتراحات الاصدقاء فقد اقترحوا عليها لتغيير اسمها التانى من (جومس) ل (جوماز)، وبدأت تعرف بأسم (كروتنى جوماز).
وخلال الأشهر الأولى لعملها فق لعبت العديد من الأدوار السينمائية حيث مثلت ما يقرب من ثلاثين فيلما. ومن اجل ان تنمى قدرتها على التمثيل بطريقة أفضل، فقد دعت إلى اطلاق العلاقات بين الرجل والمرأة  وإلى العلاقات الغير شرعية. وقد قدمت العديد من مشاهد الجنس في العديد من الأفلام المختلفة. وقد كانت عائلتها مدركة للمهنة التي اختارتها لكى تعمل بها في ذلك الوقت، وقد عملت مع العديد من رجال الأعمال في الاستثمار الخاص بقطاع الأفلام الجنسية في سنواتها الأولى بعملها في ذلك المجال. وقد أدى هذا إلى عدم دخولها إلى منزلها مرة أخرى. وقد قدمت إلى والدها وولدتها في عيد الصفح، العديد من الأدوار التي قد قامت بتمثيلها في هذا المجال، وكتبت على هذا الطرد إلى أرسلته (والدى العزيز، ووالدتى العزيزة انى أحبكم).
وفي أكتوبر 2005 فقد وقعت عقد مع شركة تقوم بعمل الأفلام الأنتروجرافية وهي شركة زيرو توليرنج، ولكنها كانت اتفاقية جدية مع الفتاة. وبالاتفاق مع مدير شركة زيرو توليرنج فقد عملت جوماز كمديرة في هذه الشركة 
وقد كانت أولى الأعمال التي قامت بها جوماز كانت في عام 2006، وجه الغزاة (النجمة ايفا أنجلينا)، وأول عمل فيديو كان (توجيه المنتج).

## الجوائز
-2005 : جوائز جابى الذهبية، أداء أفضل ممثلة للعام 
-2006: أفضل ممثلة في الأداء لهذا العام 
-2006: جوائز الأغراء، ممثلة العام 
-2006: عالم أفلام ادم، ممثلة العام 
-2007: جوائز أف.أي.أم.أي، أفضل نجمة للعام 
-2007: جائزة أدلتكون، أفضل ممثلة 
-2007: ادم السينمائي الدولى، تقديم كروتنى جوماز لأفضل الأفلام الأباحية.

## الأفلام التي قامت بأخراجها
-وجه الغزاة (2006)
-كورتنى بوست كات (2007)
-وظائف وجاك (2007)
-وجه الغزاة 2 (2007)
-بوسى كات كروتنى 2 (2007)
-وظائف وجاك 2 (2007)
-بوسى كات كورتنى 3 (2008)
-وظائف وجاك 3 (2008)
-وجه الغزاة 3 (2008)

## الروابط الخارجية
- كروتني جوماز على موقع IMDb (الإنجليزية)
- كروتني جوماز على موقع قاعدة بيانات الفيلم (الإنجليزية)
- كروتني جوماز على موقع كينوبويسك (الروسية)

Podcast Demeci Adult DVD Konuşması
Demeç Adult Industry Press
MySpace'te Courtney Cummz